# Shanice
Shanice Lorraine Wilson (født 14. maj 1973), bedre kendt som Shanice, er en r&b-sangerinde fra USA.

## Diskografi
- Discovery (1987)
- Inner Child (1991)
- 21... Ways to Grow (1994)
- Shanice (1999)
- Ultimate Collection (1999)
- Every Woman Dreams (2006)